# Fagitana gigantea
Fagitana gigantea là một loài bướm đêm trong họ Noctuidae.